# Державний університет Мінас-Жерайс
Державний університет Мінас-Жерайс (порт. Universidade do Estado de Minas Gerais, UEMG) — вищий навчальний заклад зі штаб-квартирою в місті Белу-Орізонті.
ДУМЖ — входить до трійки найбільших університетів штату Мінас-Жерайс і поступається тільки Федеральному університету Мінас Жерайс і Федеральному університету Уберландіа.
Державний університет Мінас-Жерайс був заснований в 1989 році в місті Белу-Орізонті в бразильському штаті Мінас-Жерайс. Крім Белу-Орізонті, кампуси ВНЗ розподілені по декільком іншим населеним пунктам штату Мінас-Жерайс серед яких: Барбас, Кампаньян, Карангола, Диамантина, Дівінополіс, Ібірь, Ітіютаба, Фрутал, Жуан-Монлеваді, Леопольдина, Пасос, Посус-ді-Калдас і Уба.